# Carme Soriano i Tresserra
Carme Soriano i Tresserra (Barcelona, 10 de desembre de 1917 - 27 de març de 1996) fou una nedadora catalana que va arribar a ser l'esportista més important i popular del país al llarg de la dècada del 1930.

## Biografia
És considerada la primera nedadora important de la natació a Catalunya. Va batre trenta-un rècords estatals en les diferents proves individuals i tretze en relleus. El que és més sorprenent és que tots els seus rècords no van ser completament superats fins almenys 20 anys més tard.
Als deu anys va començar a nedar i de seguida, juntament amb la seva germana Enriqueta i amb l'ajut del seu pare, es van poder fer sòcies del Club Natació Barcelona, on van començar una carrera d'èxits esportius sense precedents. Ja ben aviat, quan eren adolescents, van despuntar quan milloraren els rècords de Catalunya i d'Espanya en relleus 4 m x 100 m lliures i d'estil, juntament amb altres nedadores del club. Carme Soriano va esdevenir imbatible en gairebé totes les proves de natació femenina de l'època. Primer en braça, i després en crol, gairebé mai no va trobar rivals que poguessin fer ombra als seus assoliments. És una llàstima que en aquella època no existissin encara les competicions internacionals de natació femenina i que tampoc les dones poguessin participar en els Jocs Olímpics, perquè de ben segur que Carme Soriano hauria assolit el reconeixement internacional que es mereixia, pel seu nivell esportiu com a nedadora de referència de l'època.
L'any 1932 va ser l'inici dels seus triomfs esportius. En solitari va fer rècord d'Espanya en 100 m i 200 m braça; i en 50 m, 100 m, 200 m, 300 m i 400 m lliures. Poc després va fer el mateix en les proves de 500 m, 800 m i 1.000 m lliures. També cal afegir en el seu palmarès esportiu les victòries aconseguides en el Gran Premi de Pasqua, una de les curses més prestigioses d'aquell temps, des del 1931 fins al 1935 i després de la Guerra Civil també va guanyar les edicions del 1939 i 1940. I per descomptat també va participar en les travessies del Port de Barcelona; arribà a guanyar sis edicions d'aquesta prova. En la seva època va ser una esportista popular i coneguda en els àmbits barcelonins, i no és d'estranyar, després de ser nou cops campiona d'Espanya en individual i set en relleus.
El que és més curiós d'aquella època, en què en l'esport femení tot començava, és comprovar que Carme Soriano no era especialista de cap prova ni de cap estil perquè en tots va ser capaç de superar rècords anteriors sense entrenaments específics ni sistemàtics. Malgrat les seves gestes tan importants, Carme manifestava que per a ella i les seves companyes nedar no suposava un esforç ni un sacrifici, perquè més que un esport, era un joc que practicaven principalment per divertir-se. Algunes nedadores del Club Natació Barcelona que la recorden nedant comenten que a l'aigua era com un peix, aconseguia una harmonia i un lliscar (a l'aigua) que poques vegades havien vist.
L'any 1942 es va casar amb el jugador de waterpolo Gaspar Burcet i tots dos es van retirar de la vida esportiva.

## Reconeixement i memòria
L'any 2019 una plaça del districte de Sarrià, de la ciutat de Barcelona, passà a rebre el seu nom, juntament amb la de la seva germana Enriqueta Soriano, també nedadora pionera i deu vegades campiona d'Espanya de manera individual.